# Archytas varicornis
Archytas varicornis là một loài ruồi trong họ Tachinidae.